# António José de Almeida
António José de Almeida ([ɐtɔniu ʒuzɛ dɨ aɫmɐidɐ]), né le 27 juillet 1866 à Penacova et mort le 31 octobre 1929 à Lisbonne, est médecin, écrivain et un homme d'État portugais. Il est le 6e président de la République de 1919 à 1923.

## Biographie

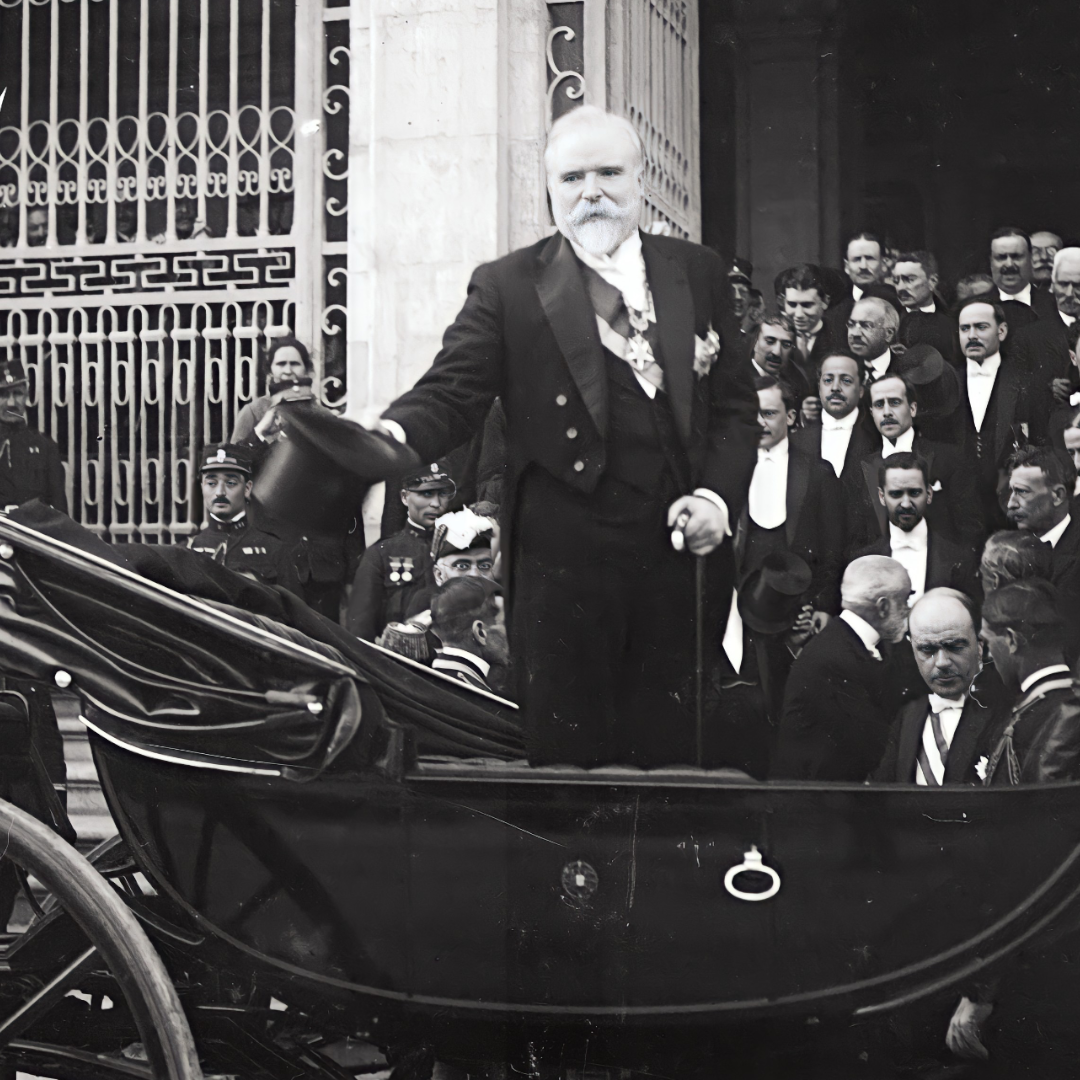
Le Président de la République António José de Almeida après la cérémonie d'inauguration, au Palais de São Bento. 1919-10-05

Fils de José Antonio de Almeida et son épouse Rita Maria das Neves, il étudie à l'université de Coimbra et devient médecin. 
Au cours de son mandat de ministre de l'Intérieur, il fonde à la fois l'université de Lisbonne et l'université de Porto en 1911. Il a été l'un des plus éloquents républicains, et, après la révolution portugaise, en tant que ministre de l'intérieur , il a dirigé l'aile modérée du Parti républicain portugais, qui s'opposait à Afonso Costa. Les modérés élurent Manuel de Arriaga pour la première élection présidentielle, le 24 août 1911, battant le candidat d'Afonso Costa, Bernardino Machado. António José de Almeida a fondé son propre parti, le Parti républicain évolutionniste, qui était dans l'opposition. Le 12 juin 1916, il devient ministre des Finances et le 61e chef du gouvernement. Plus tard, le Parti républicain évolutionniste et l'Union républicaine, le parti de Manuel Brito Camacho, se sont joints pour former le nouveau Parti républicain libéral en 1919, qui a remporté les élections législatives. Le 6 août 1919, António José de Almeida est élu 6e président de la République, et est le seul président de la Première République qui a rempli son mandat de quatre ans. Il est confronté à une forte instabilité politique du régime et a failli démissionner. Il est également connu pour son voyage au Brésil en 1922, pour le 100e anniversaire de l'indépendance du pays, où il a été remarqué comme brillant orateur.
En 1911, il fonde le journal República et en est le directeur jusqu'à sa mort.
Il a épousé le 14 décembre 1910, Maria Joana Morais de Perdigão Queiroga, fille de Joaquim José Perdigão Queiroga (né à Évora), avec qui il a une fille unique, Queiroga Maria Teresa de Almeida, mariée au médecin Júlio Gomes da Cunha.

## Décorations
- Grand Croix de l’ordre de la Tour et de l’Epée [2]
- Grand Croix de l’ordre d’Aviz
- Grand Croix de l’ordre du Christ (Portugual)
- Grand-croix de l'ordre de Sant'Iago de l'Épée
- Grand-croix de la Légion d'honneur